# 小倉泰美
小倉 泰美（おぐら やすよし、1916年5月18日 - 1995年5月24日）は、日本の映画監督である。氏家 彰（うじいえ あきら）、北見 一郎（きたみ いちろう）とも名乗った。

## 人物・来歴
1916年（大正5年）5月18日、徳島県徳島市に生まれる。
1939年、日本大学芸術学部を中退し、日活多摩川撮影所（現在の角川大映撮影所）に入社。1942年（昭和17年）4月16日に公開された山本弘之監督の『第五列の恐怖』では、「助監督」としてクレジットされている。日活の製作部門は、戦時統制のため同年1月10日には合併して大日本映画製作（のちの大映、現在の角川映画）になっており、小倉は大映に残り、同年10月1日に公開された五所平之助監督の『新雪』には、「演出助手」（助監督）としてクレジットされている。
1946年、大映を退社し、小倉プロダクションを設立。1949年、『忍術物語』で監督デビュー。
その後、今村貞雄、関孝二による製作会社ラジオ映画で、原千秋と共同で監督した『仔熊物語・野性のめざめ』が、1950年（昭和25年）7月29日に大映が配給して公開された記録がある。以降、教育映画を手がけるようになる。
1966年（昭和41年）、ヒロキ映画が製作した成人映画『女の秘密』を監督、同年2月に公開されている。1968年（昭和43年）、小倉は小倉プロダクションとして『性の悪態』を製作、「北見一郎」の名でこれを監督、同年12月に公開している。以降、ピンク映画については、「北見一郎」の名で監督している。1971年（昭和46年）を最後に、1977（昭和52年）までの間、ピンク映画を手がけた記録がないが、同年8月9日に公開された『獣色母娘』を大蔵映画で初めて監督し、以降、すべて、同社配給の作品を手がけるようになる。
1980年（昭和55年）4月21日に公開された『金髪トルコ 泡立ち昇天』以降数作、「北見組」として、大蔵映画から受注製作を行う。
1988年（昭和63年）、小倉が手がける教育映画の現場に、市原剛が助監督として参加し、師事するようになる。
1995年5月24日、千葉県内の病院で心筋梗塞のため逝去。

## フィルモグラフィ
特筆以外「監督」である。
1940年代 - 1950年代
- 『第五列の恐怖』 : 監督山本弘之、製作日活多摩川撮影所、配給映画配給社、1942年4月16日公開 - 助監督
- 『新雪』 : 監督五所平之助、製作大日本映画製作、配給映画配給社、1942年10月1日公開 - 演出助手[2]
- 『仔熊物語・野性のめざめ』 : 共同監督原千秋、製作ラジオ映画、配給大映、1950年7月29日公開 - 原と共同で監督

1960年代
- 『女の秘密』 : ヒロキ映画、1966年2月公開（映倫番号 14356）
- 『多情』 : 現代映像協会、1966年3月公開（映倫番号 14387）
- 『性の悪態』 : 小倉プロダクション、1968年12月公開 - 「北見一郎」名義（以下同）
- 『狂った夫婦生活』 : 国映、1968年公開
- 『(秘)妾』 : 製作朝倉プロダクション、配給国映、1969年6月公開
- 『処女買います』 : 国映、1969年10月公開
- 『無貞操少女』 : 製作新東京企画、配給国映、1969年公開

1970年代
- 『現代女子学生 性の告白』 : 葵映画、1970年10月公開
- 『性の悪徳』 : 国映、1971年公開

- 『獣色母娘』 : 大蔵映画、1977年8月9日公開
- 『非行女高生 初体験』 : 大蔵映画、1977年10月20日公開
- 『虎さんの性天国』 : 大蔵映画、1978年1月10日公開
- 『多情多感の女』 : 大蔵映画、1978年2月15日公開
- 『男のうずき 女の体臭』 : 大蔵映画、1978年2月28日公開
- 『制服の美女 セックス・アルバイト』 : 大蔵映画、1978年4月25日公開
- 『性の乱気流』 : 大蔵映画、1978年5月28日公開
- 『金髪娘性の冒険』 : 大蔵映画、1978年8月10日公開
- 『長友のセックスボーイ性遍歴』 : 大蔵映画、1978年9月5日公開
- 『セックス色地獄』 : 大蔵映画、1978年10月26日公開
- 『変態色欲無頼』 : 大蔵映画、1979年1月11日公開
- 『性炎』 : 大蔵映画、1979年2月3日公開
- 『秘宝の舘 セックス・ナイン』 : 大蔵映画、1979年3月31日公開
- 『狂った情炎』 : 大蔵映画、1979年5月22日公開
- 『エロスの狂宴』 : 大蔵映画、1979年6月21日公開
- 『淫風地獄責め』 : 大蔵映画、1979年7月11日公開
- 『セックスショック 暴行』 : 大蔵映画、1979年8月11日公開
- 『満開トルコ 指の囁き』 : 大蔵映画、1979年9月1日公開
- 『緊縛変態妻』 : 大蔵映画、1979年9月21日公開
- 『女教師 強烈な遊戯』 : 大蔵映画、1979年11月21日公開
- 『悩殺天国 指と舌』 : 大蔵映画、1979年12月11日公開
- 『団地妻のけぞり』 : 大蔵映画、1980年1月11日公開

1980年代
- 『女囚異常性愛』 : 大蔵映画、1980年2月1日公開
- 『人妻失神 熟れた花弁』 : 大蔵映画、1980年3月1日公開
- 『緊縛色地獄』 : 大蔵映画、1980年3月21日公開
- 『金髪トルコ 泡立ち昇天』 : 製作北見組、配給大蔵映画、1980年4月21日公開
- 『暴行現行犯』 : 製作北見組、配給大蔵映画、1980年5月31日公開
- 『激しく濡らす』 : 製作北見組、配給大蔵映画、1980年7月公開
- 『女教師 異常な体験』 : 製作北見組、配給大蔵映画、1980年9月公開
- 『女高生転落』 : 製作北見組、配給大蔵映画、1980年10月公開
- 『淫蕩未亡人』 : 製作北見組、配給大蔵映画、1980年12月公開
- 『婦女連続暴行』 : 大蔵映画、1981年1月公開
- 『若妻売春の秘密』 : 大蔵映画、1981年3月公開
- 『若妻浮気責め』 : 大蔵映画、1981年4月公開
- 『痴漢覗きの快楽』 : 大蔵映画、1981年4月公開
- 『悶絶暴行魔』 : 大蔵映画、1981年6月公開
- 『ヌレヌレ女子大生 熟れどき』 : 大蔵映画、1981年7月公開
- 『女高生ツッパリ番長』 : 大蔵映画、1981年9月公開
- 『花芯を責める』 : 大蔵映画、1981年11月公開
- 『女教師 色欲の悶え』 : 大蔵映画、1981年12月公開
- 『失神女の喘ぎ』 : 大蔵映画、1982年3月公開
- 『女高生 青い成熟』 : 大蔵映画、1982年3月公開
- 『トルコホステス (秘)失神』 : 大蔵映画、1982年6月公開
- 『痴漢覗き魔』 : 大蔵映画、1982年6月公開
- 『女教師背信の悶え』 : 大蔵映画、1982年8月公開
- 『新妻汚れた暴行』 : 大蔵映画、1982年9月公開
- 『変態看護婦縛り』 : 大蔵映画、1982年10月公開
- 『若妻縄で濡れる』 : 大蔵映画、1982年11月公開
- 『官能団地もだえる未亡人』 : 大蔵映画、1982年12月公開
- 『女高生 狙われた制服』 : 大蔵映画、1983年1月公開
- 『縄で悶絶』 : 大蔵映画、1983年2月公開
- 『移動ホテル 痴漢自動車』 : 大蔵映画、1983年4月公開
- 『未亡人を犯す』 : 製作小倉プロダクション、配給大蔵映画、1983年5月公開
- 『痴漢悶絶電車』 : 大蔵映画、1983年6月公開
- 『凌辱の罠』 : 大蔵映画、1983年7月公開
- 『痴漢電車癖になりそう』 : 大蔵映画、1983年8月公開
- 『背徳婦人科医』 : 大蔵映画、1983年9月公開
- 『痴漢おしゃぶり電車』 : 大蔵映画、1983年11月公開
- 『女教師個人教師』 : 大蔵映画、1983年12月公開
- 『人妻暴行現場』 : 大蔵映画、1984年2月公開
- 『痴漢オーガズム電車』 : 大蔵映画、1984年3月公開
- 『痴漢極秘テクニック』 : 大蔵映画、1984年5月公開
- 『(秘)白昼夢』 : 大蔵映画、1984年6月公開
- 『痴漢もみもみ電車』 : 製作小倉プロダクション、配給大蔵映画、1984年7月公開
- 『覗かれた変態夫婦』 : 大蔵映画、1984年7月公開
- 『痴漢個人レッスン』 : 大蔵映画、1984年8月公開
- 『ザ・ONANIE 本番』 : 大蔵映画、1984年11月公開
- 『痴漢チンチン電車』 : 大蔵映画、1984年11月公開
- 『痴漢のぞき電車』 : 大蔵映画、1984年12月公開
- 『USAスチュワーデス ハードONANIE』 : 大蔵映画、1985年1月公開
- 『痴漢変態電車』 : 大蔵映画、1985年2月公開
- 『SM緊縛飼育』 : 製作小倉プロダクション、配給大蔵映画、1985年4月公開
- 『痴漢スペシャル電車』 : 製作小倉プロダクション、配給大蔵映画、1985年5月公開
- 『青い制服を剥ぐ』 : 大蔵映画、1985年5月公開
- 『痴漢ドッキリ電車』 : 製作小倉プロダクション、配給大蔵映画、1985年7月公開
- 『連続白昼レイプ』 : 大蔵映画、1985年8月公開
- 『覗きONANIE』 : 大蔵映画、1985年8月公開
- 『猟色SM緊縛』 : 製作小倉プロダクション、配給大蔵映画、1985年10月公開
- 『痴漢ONANIE電車』 : 大蔵映画、1985年11月公開
- 『痴漢ムラムラ電車』 : 製作小倉プロダクション、配給大蔵映画、1986年11月公開
- 『痴漢ピストン電車』 : 大蔵映画、1988年1月公開
- 『痴漢電車ときめき発車』 : 大蔵映画、1988年5月公開
- 『痴漢まんたん電車』 : 大蔵映画、1988年8月公開
- 『レイプの刺激』 : 大蔵映画、1988年10月公開
- 『痴漢電車指あそび』 : 大蔵映画、1988年11月公開

## 製作会社
小倉プロダクション（おぐらプロダクション）、北見組（きたみぐみ）、いずれも「北見一郎」以外が監督した作品を製作していない。したがって、同2社のフィルモグラフィは、「北見一郎」（小倉泰美）のそれと重複する。法人組織、あるいは小倉の個人商店であるのかは不明。「小倉プロダクション」は、1968年（昭和43年）に最初の、1986年（昭和61年）に最後の製作記録があり、「北見組」は、1980年（昭和55年）にのみ製作記録が残っている。